# 마나비주

마나비 주의 위치

마나비주(스페인어: Provincia de Manabí)는 에콰도르 서부에 위치한 주로 주도는 포르토비에호이며 면적은 18,939.60km2, 인구는 1,369,780명(2010년 기준), 인구 밀도는 72명/km2이다. 1824년 6월 25일에 신설되었으며 22개 지방 자치체를 관할한다. 북쪽으로는 에스메랄다스 주, 동쪽으로는 산토도밍고데로스차칠라스 주와 로스리오스 주, 과야스 주, 남쪽으로는 과야스 주와 산타엘레나 주, 서쪽으로는 태평양과 접한다.

주기

## 같이 보기
- 에콰도르의 주